# Downey (Kalifornia)
Downey város az USA Kalifornia államában, Los Angeles megyében. Lakosainak száma 114 355 fő (2020. április 1.).

## Népesség
A település népességének változása:

| 2010 | 111 772 |
| 2020 | 114 355 |